# بيات (جبل)
بيات (بالإنجليزية: Biet (mountain))‏ هو أحد جبال سلسلة الألب السويسرية وجزء من القمة الأم درويسيرغ يقع في كانتون شفيتس، سويسرا. يبلغ ارتفاع الجبل حوالي 1965 متر، بينما يبلغ ارتفاع نتوء الجبل 185 متر.